# Aldrich Killian
Aldrich Killian é um personagem fictício que aparece nas revistas em quadrinhos americanas publicadas pela Marvel Comics. Criado por Warren Ellis e Adi Granov, sua primeira aparição foi em Iron Man vol. 4, #1 (Janeiro de 2005).

## Biografia ficcional do personagem
Killian é um cientista que desenvolveu o vírus Extremis ao lado de Maya Hansen. Rouba uma amostra do vírus e vende-o aos terroristas domésticos, mas, incapaz de lidar com a culpa, confessa em uma nota e comete suicídio atirando em si mesmo. No entanto, Homem de Ferro descobriu depois que Maya teve uma mão na venda de Extremis para os terroristas domésticos.

## Poderes e habilidades
Aldrich Killian tem um intelecto de nível genial e, depois de se injetar com o vírus Extremis, ganha força e reflexos sobre-humanos, imensas habilidades regenerativas e a capacidade de aquecer seu corpo até 3000 graus Celsius e pode lança fogo pela boca.

## Em outras mídias

### Televisão
- Aldrich Killian é mencionado no episódio "The Conqueror" de Avengers: Ultron Revolution, quando um repórter na cerimônia de inauguração da exposição dos novos Vingadores de um museu questiona Tony Stark sobre uma competição com ele ao lado de Sasha Hammer, os Dez Anéis e Zeke Stane.

### Cinema

Guy Pearce como Adrich Killian em Homem de Ferro 3.

- Aldrich Killian aparece como o principal antagonista de Homem de Ferro 3, interpretado por Guy Pearce. Killian é o criador do vírus Extremis[3] e fundador da Ideias Mecânicas Avançadas.[4] Pearce descreveu seu personagem como um cara "que veio a este mundo com uma série de deficiências físicas. Ele nunca foi capaz de aceitar essas limitações e tem passado a maior parte de sua vida tentando superá-los da maneira que pudesse. Sua tenacidade e determinação cega na luta por uma vida melhor são vistos por alguns como irritante, muitas vezes ele até parece um pouco ofensivo. Ele só não vai aceitar jogar com as cartas que a vida lhe deu, e sendo tão inteligente como ele é, ele tem uma real oportunidade de mudar e tornar-se uma pessoa diferente. Ele quer se tornar o todo-poderoso. É como uma espécie de força motriz e Tony Stark percebe finalmente do que esse cara é capaz." [4] Em entrevistas, o produtor Kevin Feige sugeriu que Killian construiu sua ideia do terrorista Mandarim a partir de lendas que ele tinha ouvido.[5][6] Killian usa Trevor Slattery como um rosto público para suas ações. O plano de Killian é eliminar o presidente Ellis, convencendo o vice-presidente Rodriguez a segui-lo em troca da filha incapacitada de Rodriguez, usando Extremis para restaurar uma perna direita ausente. Apesar de dominar Tony Stark, Killian acaba sendo morto por Pepper Potts (depois de ser exposta ao Extremis), enquanto Slattery e vice-presidente Rodriguez são presos.

### Jogos eletrônicos
- Iron Man 3: The Official Game, que se passa após os eventos do filme Homem de Ferro 3, mostra o subconsciente de Aldrich Killian (via I.M.A.) convertido em M.O.D.O.K. (voz de Nick Sullivan).
- Aldrich Killian (baseado na versão de Homem de Ferro 3 do personagem) aparece em Lego Marvel Super Heroes, dublado por Robin Atkin Downes. Ele e seus soldados Extremis acompanham o Mandarim em seu ataque à Torre Stark. Ele e o Mandarim são derrotados pelo Homem de Ferro e Capitão América. Também baseado na versão de Homem de Ferro 3 do personagem, Aldrich Killian aparece em Lego Marvel Avengers, dublado por Greg Miller.